# Gerard Hoekveld
Gerard Adriaan Hoekveld (Baarn, 7 mei 1934 - Baarn, 3 februari 2011) was een Nederlands sociaal geograaf en hoogleraar "regionale geografie" aan de Universiteit Utrecht. Hij is mede bekend door de ontwikkeling van zijn bollenkubus: een conceptuele schema om ingewikkelde relaties tussen de menselijke activiteiten en de ruimtelijke omgeving inzichtelijk te maken.

## Biografie

### Studietijd
Gerard Hoekveld is geboren en getogen in Baarn. Zijn ouders verhuisden van Amsterdam naar Baarn, waar hij op 7 mei 1934 werd geboren. Na het behalen van zijn HBS-a examen in 1951, ging hij sociale geografie studeren in Utrecht. Eigenlijk had hij geschiedenis willen studeren, maar zijn vooropleiding belette dit (in die jaren kon een universitaire studie geschiedenis alleen gevolgd worden met een diploma van het gymnasium). De studierichting sociale geografie bood in die jaren wel de mogelijkheid met een verzwaard bijvak geschiedenis een eerstegraads onderwijsbevoegdheid geschiedenis te halen. Hoekveld koos voor deze combinatie. Hoekveld volgde colleges bij Adriaan de Vooys. Van grote invloed op zijn wetenschappelijk ontwikkeling waren de colleges van Chris van Paassen. Van Paassen doceerde toegepaste geografie en planologie. Hoekveld deed het kandidaatsexamen bij De Vooys, maar studeerde in de doctoraalfase hoofdzakelijk bij Van Paassen. Hij had meer affiniteit met diens theoretische opvattingen over het wezen van de sociale geografie. Opmerkelijk voor een sociaal-geograaf was dat hij een tijd student-assistent was bij Jacoba Hol die in Utrecht fysische geografie doceerde.

### Leraar en promotie
Na het doctoraal examen voldeed Hoekveld van 1957-1958 aan zijn dienstplicht. Hij was ingedeeld bij de luchtmacht en hield zich daar bezig met terugtrekkingsstrategieën. In 1958 kreeg hij een aanstelling als leraar aardrijkskunde in Amstelveen. Bovendien gaf hij les aan de M.O.-opleiding in Utrecht. In de vrije tijd werkte hij aan zijn dissertatie over de ontwikkeling van Baarn. Op 6 maart 1964 promoveerde hij bij Prof. De Vooys. Op uitnodiging van Piet Kouwe aanvaardde hij in 1965 een positie bij de Stichting Interuniversitair Instituut voor Sociaal-Wetenschappelijk Onderzoek in Amsterdam. Hij werd er ‘subcoördinator voor planologie’ en verrichtte er literatuuronderzoek naar de ontwikkeling van stadsgewesten.

### Vrije Universiteit
In 1967 kreeg Hoekveld een benoeming als lector aan de Vrije Universiteit van Amsterdam. Gezien zijn ervaringen bij het SISWO wilde hij bij deze relatief jonge opleiding sociale geografie graag actief zijn op het terrein van de stadsgeografie, maar de Vrije Universiteit wilde eigenlijk iemand die de lerarenopleiding aardrijkskunde vorm ging geven. Marcus Willem Heslinga (de eerste hoogleraar voor de in 1961 begonnen studierichting sociale geografie) – zie ook Sociale geografie VU Amsterdam 1960 - ± 1970 - slaagde erin om na langdurig onderhandelen de stadsgeografie in de leeropdracht opgenomen te krijgen. In 1970 werd het lectoraat omgezet in een ordinariaat. De officiële omschrijving luidde: ‘sociale geografie in het bijzonder de urbane en rurale geografie der westerse landen’. Wel kreeg hij een extra opdracht om de onderwijsgeografie van een goede basis te voorzien. In 1976 kwam er een afzonderlijke leeropdracht voor de onderwijsgeografie, vervuld door Hans van Westrhenen.
Direct na zijn benoeming als lector vertrok hij in 1967 met onbetaald verlof voor drie maanden naar de Verenigde Staten. Hij wilde zich met deze reis op de hoogte stellen van de nieuwste ontwikkelingen op het gebied van de geografie. De zogenaamde ‘kwantitatieve revolutie’ in de geografie had er geleid tot de introductie van theorieën, modellen en statistische technieken op neopositivistische grondslag. In zijn oratie ‘Geleding en ontleding van de stad’, uitgesproken op 29 januari 1971 is de invloed van zijn ervaringen in de Verenigde Staten goed terug te vinden.
Naast zijn activiteiten op het gebied van de stadsgeografie manifesteerde Hoekveld zich ook nadrukkelijk op het gebied van de onderwijsgeografie. Vanaf 1968 gaf hij met anderen nascholingscursussen voor onderwijzers en leraren (onder andere in de vorm van mavo-applicatiecursussen). De daarvoor ontwikkelde colleges werden uitgebracht in een serie boeken onder de naam ‘Geografische Verkenningen’. In Deel 1 schreef hij ‘De geografische beschouwingswijze’. De daar gepresenteerde begrippenstructuur had veel invloed in de schoolaardrijkskundemethoden.

### TVC
In het begin van de jaren tachtig werd het universitaire onderwijs getroffen door bezuinigingen onder de naam ‘Taakverdeling en Concentratie’. Elke studierichting werd aangeslagen voor het realiseren van een bepaald bezuinigingsbedrag. Tientallen kleinere opleidingen werden opgeheven en dit lot trof ook de opleiding sociale geografie aan de Vrije Universiteit. Op 21 februari 1983 werd het besluit gepubliceerd. Het grootste deel van studenten en wetenschappelijke staf werd overgeplaatst naar het Sociaal-Geografisch Instituut van de Universiteit van Amsterdam. Hoekveld verkoos echter naar de Universiteit van Utrecht te gaan. Hoekveld over deze gebeurtenissen:
‘Toen ik terugkwam in Utrecht gaf dat een gevoel van heerlijk-om-weer-thuis-te-zijn. De opheffing van het instituut aan de VU daarentegen was een traumatische ervaring. Wat ons nog het meest dwars zat, was de opmerking van de toenmalige voorzitter van het College van Bestuur van de VU, Brinkman: “We kappen alleen wat dor hout weg’. Alsof de VU-geografie minder goed zou zijn. Van de tien medewerkers van mijn vakgroep……..zijn er inmiddels vijf hoogleraar geworden en hebben de anderen allen een reputatie als expert op hun specialisatieterrein’ (Joost Hauer, 1998).

### Universiteit van Utrecht
In 1985 aanvaardde Hoekveld een leerstoel in de ‘regionale geografie en geografie voor educatie’. Het eerste deel van zijn leeropdracht kreeg zijn grootste aandacht. Voor het tweede deel was Hoekveld weliswaar formeel verantwoordelijk, maar het inhoudelijke werk werd gedaan door Rob van der Vaart. Hoekveld was onder andere voorzitter van een door de minister benoemde commissie die in het begin van de jaren negentig voorstellen moest ontwikkelen voor de kerndoelen van de basisvorming aardrijkskunde (onder gelijktijdige reductie van het aantal lesuren). Hoekveld slaagde erin het concept ‘eigen omgeving’ in het programma te laten opnemen, waardoor de relatie tussen sociale en fysische geografie werd versterkt. Dat was een lang gekoesterde wens.
In 1990 sprak hij zijn oratie uit: ‘De Gelderse Vallei: een regionaal-geografische benadering’. Met zijn vrouw, de geografe Gerda Hoekveld-Meijer ontwikkelde hij een begrippenkader voor de nieuwe regionale geografie. Naast de regionale geografie nam hij in Utrecht initiatieven voor een afstudeerrichting bestuursgeografie. Zijn afscheidscollege op 5 juni 1998 droeg als titel: ‘Burgers, bestuur en een ringweg: bestuursgeografische beschouwing van een ruimtelijk conflict in Baarn.

### Emeritus
Na zijn emeritaat is Hoekveld zich gaan bezighouden met de ethische aspecten van de geografie-beoefening. In 2005 verscheen ‘Het hoogste doel. Over de verhouding tussen toegepaste sociale geografie en ethiek’. In 2003 ontving Hoekveld als waardering voor zijn wetenschappelijk werk de Plancius medaille van het Koninklijk Nederlands Aardrijkskundig Genootschap
Hij was getrouwd met Gerda Hoekveld-Meijer, eveneens geograaf en voormalig gemeenteraadslid te Baarn.

## Werk

### Baarn
Hoekveld promoveerde in 1964 op een proefschrift over de ontwikkeling van Baarn. ‘Deze studie beoogt een beeld te geven van Baarns opkomst en groei als uitvloeisel van een verstedelijkingsproces, dat hier voorlopig wordt aangeduid als suburbanisatie. De ontwikkeling van Baarn zal steeds vanuit de relaties met grotere eenheden onderzocht worden, omdat Baarn een element is van een grootstedelijk of metropolitaans nederzettingenpatroon’ (Hoekveld, 1964, 11). In 1998 keek Hoekveld kritisch terug op de dissertatie. De toen gehanteerde historisch-genetische benadering vond hij nauwelijks meer aanvaardbaar: ‘Ik heb mij toen gericht op de afgrenzing van begrippen en op de ontwikkeling van een typologie van ontwikkelingsstadia van nederzettingen die liggen binnen een grootstedelijke invloedssfeer. De theorie bleef echter volledig impliciet. Ook het vergelijkende aspect ontbreekt en de ligging in de nabijheid van Amsterdam is, achteraf bezien, te weinig uitgewerkt’ (Joost Hauer, 1998, 34).

### Onderwijsgeografie en schoolaardrijkskunde
Eind jaren zestig aan de Vrije Universiteit zorgde Hoekveld voor de aansluiting bij de ontwikkelingen in de Angelsaksische geografie (meer aandacht voor kwantitatieve technieken, modellen en theorievorming). In 1967 schreef hij een preadvies voor de onderwijsdag van het Koninklijk Aardrijkskundig Genootschap onder de titel ‘Oude wijn in nieuwe zakken, de onderwijsgeografie en de Mammoetwet’. Een van de conclusies was dat er sprake was van een groeiende kloof tussen de academische geografie en de onderwijsgeografie. De snelle veranderingen in kennis en inzicht hadden geen vertaling gevonden in de onderwijsgeografie en ook niet in de schoolaardrijkskunde. Hij liet het niet bij deze constateringen. De nieuwe inzichten uit de academische geografie werden door Hoekveld en zijn staf verwerkt in een serie bijscholingscursussen, de zogenaamde mavo-applicatiecursussen voor aardrijkskundeleraren. Dit resulteerde in de publicatie van de serie Geografische Verkenningen. In Deel 1 (1971) geeft Hoekveld zijn ideeën weer over de theorie van de sociale geografie. Het begrip handelingsverband werd dankzij de populariteit van deze serie een begrip in de schoolaardrijkskunde. Handelingsverbanden waren organisaties waar mensen deel van uitmaakten en van waaruit mensen handelen (huishoudens, bedrijven en instellingen). Het geheel in een bepaald gebied vormde de sociaal-ruimtelijke structuur. Hoekveld visualiseerde dit met zijn befaamde bollenkubus.

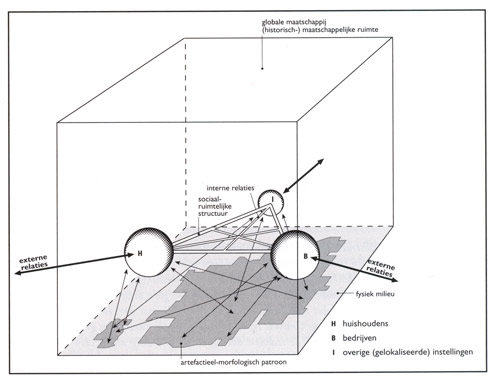
De bollenkubus, een conceptuele schema om de relaties tussen de menselijke activiteiten en de ruimtelijke omgeving inzichtelijk te maken.

Hoekveld gaf dus in de jaren zestig en zeventig krachtige impulsen voor een vernieuwing van de onderwijsgeografie en de schoolaardrijkskunde. Dat heeft lange tijd gewerkt, maar in 2009 toonde hij zich andermaal bezorgd over het uit elkaar groeien van de academische geografie en de praktijk in het voortgezet onderwijs.

### Stadsgeografie en de bollenkubus
In de periode 1930-1960 stond in de Nederlandse stadsgeografie de studie van de bestaansbronnen voorop. Direct na de Tweede Wereldoorlog besteedde men ook veel aandacht aan het ontwerpen van classificaties van steden. De opkomst van de ‘nieuwe geografie’ in de Verenigde Staten zorgde ervoor dat de Nederlandse geografen nieuwe wegen insloegen. De aandacht ging nu meer naar theorievorming en modelbouw om meer grip te krijgen op de groeiende complexiteit van de stad.
In zijn overzicht van de ontwikkeling in de Nederlandse stadsgeografie tussen 1950 en 1975 constateert Willem Heinemeijer dat Van Paassen het stedelijk geheel als een oecologisch complex beschouwt om aan te geven ‘hoe een verzameling van functionele handelingsverbanden zich in elkaars nabijheid rangschikt op basis van hun nabijheidsbehoefte………..Met name Hoekveld heeft deze gedachtegangen verder uitgewerkt in beschouwingen over sociaal-ruimtelijke structuren die gestalte krijgen in artefactieel-morfologische structuren. Het geheel van ruimtehuishoudingen van bedrijven, instituties en gezinshuishoudens bestaande uit gecompliceerde sociale netwerken en patronen, gevlochten binnen een materieel milieu, is op te vatten als een beweeglijke orde, door Hoekveld kortweg de geografische structuur genoemd’ (Heinemeijer, 1977, 263).
Met de befaamd geworden bollenkubus probeerde Hoekveld een logische orde aan te brengen in de veelheid van begrippen samenhangend met het stedelijk samenwoningssysteem. Het begrip kan worden gebruikt op verschillende schaalniveaus. In 1973 schreef Hoekveld met een aantal leden van zijn wetenschappelijke staf het studieboek ‘Geografie van stad en platteland in de westerse landen’, waarin de nieuwe inzichten voor een breed publiek toegankelijk werden gemaakt.

### Toegepaste geografie en ruimtelijke planning
In zijn bijdrage aan de afscheidsbundel voor Marcus Willem Heslinga maakte Hoekveld duidelijk wat naar zijn mening de positie van de geografie was ten opzichte van de planologie. Zolang men in de planologie het accent legde op de ‘beslissingsgerichte benadering’ waren de theoretische opvattingen binnen de geografie niet zo relevant voor planologen. Maar “bij ‘objectgerichte planning’ verschuift de nadruk echter weer naar de theorieën van de ‘inhoudelijke disciplines’, zoals geografie, sociologie, economie, politicologie etc. “ (Hoekveld, 1984, 511). Dat betekende dat de geografen zich moesten bezinnen op de relatie met de planologie. Omdat planologen sterk betrokken zijn bij beleidsprocessen, moesten ze zich nadrukkelijk bezighouden met de politieke dimensie. Een betrokkenheid van geografen bij de ruimtelijke planning veronderstelde dus veel meer aandacht voor normatieve aspecten. Juist omdat in de ruimtelijke planning de ‘maakbaarheid’ een belangrijke rol speelt, was voor geografen een bezinning op de doorwerking van maatschappijvisies op de betekenisgeving aan ruimte noodzakelijk: “Indien een toegepaste geografie maatschappelijk relevant wil zijn, zal ze – zoals eerder bleek – terdege rekening moeten houden met de controlecentra van het systeem en met de normen op grond waarvan de betekenisgeving en beoordeling van ruimten door die centra plaatsvindt. De bij die controlecentra behorende specifieke schaal van het systeem impliceert noodzakelijkerwijs een gereduceerde betekenisgeving aan de ruimte” (Hoekveld, 1984, 528).
Dit leidde voor Hoekveld tot een hernieuwde aandacht voor de regionale schaal en dus voor de regionale geografie.

### Regionaal-geografische modellen
Hoekveld heeft een belangrijke bijdrage geleverd aan de vernieuwing van de regionale geografie. Nog voor zijn overgang naar de Universiteit van Utrecht publiceerde hij in 1983 ‘Alweer een nieuwe geografie! Hoera?’ Hij mengde zich daarmee in het (internationale) debat om de doodverklaarde regionale geografie nieuw leven in te blazen. Hoekveld ziet de visie waarin de regio wordt opgevat als een stedensysteem als de essentie voor het ontwikkelen van een nieuwe regionale geografie. Het stedensysteem moest dan wel worden verwijd tot een metropolitaans-ruraal systeem (Hoekveld, 1983, 149). Daarmee had hij het uitgangspunt geformuleerd, maar nu moest een bruikbare methodologie worden uitgewerkt om empirische toepassingen mogelijk te maken.
In 1993 publiceerde Hoekveld (met zijn vrouw) de hoofdlijnen van een methode voor de regionale geografie. Deze hoofdlijn sloot aan “bij de ‘mainstream’ geografie die op een gematigde, pragmatische doorwerking van de neopositivistische richting berust. Het dominant toegepaste geografische onderzoek werkt met een onderzoeksmethodiek waarin theorie-gebruik en daarop gebaseerde hypothesevorming het onderzoek sturen en operationalisering, metingen en toetsingen volgens een in de maatschappijwetenschappen algemeen gangbare wijze verlopen. Naar onze mening behoort ook het regionaal-geografische onderzoek aan die praktijk geconfronteerd te zijn (Hoekveld en Hoekveld-Meijer, 1993, 11).
In zijn oratie betoogde Hoekveld dat regionaal-geografen probleemgericht zijn, waarbij de verhoudingen tussen intern en extern bepaalde ontwikkelingen, centralisatie en decentralisatie, homogenisering en differentiatie centraal staan. Bij de analyse moet de nieuwe regionale geografie zich laten leiden door op theorie gebaseerde modellen.
Voor de studie van de regionale samenhang en ontwikkeling zijn volgens Hoekveld (1999) drie typen modellen nodig:
- Allereerst een conceptueel model. Op basis van theoretische inzichten worden de veronderstellingen over de ruimtelijke neerslag van bepaalde processen in een schema afgebeeld. Een klassiek voorbeeld is het model van concentrische zones voor de interne geleding van een stad. Dit model werd ontwikkeld op basis van de theoretische inzichten van de human ecology. In dit model werd afgezien van allerlei storende variabelen zoals het plaatselijke reliëf of de aanwezigheid van watergebieden.
- Bij abstract-ruimtelijke modellen wordt een cartografische weergave gemaakt van de in het conceptueel model beschreven processen.
- Een hypothetische kaart. Hierbij wordt het tweede type model als het ware over een concreet gebied gelegd. Een dergelijke kaart geeft een voorspelling van de toekomstige situatie op grond van een theorie. Belangrijk is niet zozeer of de voorspelling uitkomt, maar dat het model het zicht op de werkelijke ontwikkelingen kan verduidelijken.

Het gebruik van modellen in de regionale geografie is door Hoekveld (in een aantal gevallen samen met zijn vrouw) gedemonstreerd in verschillende studies. In zijn oratie over de Gelderse Vallei werd een fasen- en lagenmodel gebruikt voor een analyse van de historische ontwikkeling. Het ‘urban field model’ werd daarna gebruikt voor een analyse van de bevolkingsdynamiek en de veranderingen in de maatschappelijke en ruimtelijke context. Het meest uitgesproken was het modellengebruik in de studie over Poitou-Charentes (Terlouw, 1994). Het artikel over dit deel van Frankrijk was eigenlijk bedoeld als een onderwijsgeografisch voorbeeld van modeltoepassing bij landenstudies. Het moest dan verder worden ‘vertaald’ voor gebruik in de klas. Maar in deze opzet werd het als artikel voor het tijdschrift Geografie geweigerd.

### Ontwerp van een methodologie voor de regionale geografie
Voor Hoekveld (in samenwerking met Gerda Hoekveld-Meijer) gaat het bij het bestuderen van regio’s om de analyse van drie onderling gerelateerde concepten: regionale ontwikkeling, regionale differentiatie en regionale integratie. Dat houdt ook in dat gekeken moet worden hoe deze concepten functioneren op het niveau van een afzonderlijke regio en op het niveau van meerdere kleine regio’s omvattend geheel. Voor de aanpak van deze verscheidenheid zocht Hoekveld aansluiting bij het methodologische artikel van Paul F. Lazarsfeld en Herbert Menzel over de relatie tussen eigenschappen van individuen en groepen uit 1961. Lazarsfeld en Menzel maakten een onderscheid tussen twee analyseniveaus: het collectieve (groeps)niveau voor de analyse van een geheel van samenstellende elementen; en het individuele niveau voor het onderzoek naar de eigenschappen van de elementen van een groep. Er werden 4 typen eigenschappen op individueel niveau onderscheiden (absoluut, relationeel, vergelijkend en contextueel). Op het groepsniveau zijn 3 typen eigenschappen van toepassing (analytisch, structureel en globaal). De eigenschappen van deze typen staan niet op zich, maar zijn onderling gerelateerd. Zo zijn de eigenschappen als toegankelijkheid, verbondenheid en afstand relationele eigenschappen van regio’s op het individuele niveau. Op het groepsniveau van een verzameling van regio’s nemen deze eigenschappen de vorm aan van een structurele eigenschap namelijk regionale integratie. Dit scherpe onderscheid tussen eigenschappen op verschillende analyseniveaus is nodig omdat bij de regionale analyse ook nog rekening gehouden moet worden met een tijd-ruimte dimensie, die op het niveau van een individuele regio tot unieke eigenschappen leidt.
Hoekveld (met zijn vrouw) hebben met een onderzoek naar de regionale ontwikkeling van Frankrijk de bruikbaarheid van hun methodologisch kader gedemonstreerd (1994). Ze bespraken eerst verschillende modellen van regionale differentiatie voor Frankrijk, maar geen van deze modellen was relevant als theoretisch model voor een analyse van de regionale ontwikkeling van dit land. Daarop construeerden ze zelf een theoretisch model en toetsten dit (met behulp van hun methodologisch kader) met beschikbare empirische gegevens.

### Geografie en ethiek
Ook bij het sociaalgeografisch onderzoek komen ethische vragen aan de orde. Bij zijn emeritaat in 1998 sprak Hoekveld met de faculteit Ruimtelijke Wetenschappen af, dat hij ‘nog iets zou doen’ met de relatie sociale geografie en ethiek. Het resultaat van die activiteit legde hij vast in ‘Het hoogste doel’, dat in 2005 verscheen. In deze verkennende studie zoekt hij vanuit een sociaal-geografische invalshoek naar criteria om deze ethische aspecten op te sporen. Hoekveld vond dat deze criteria overeenkomen met de door de Amerikaanse jurist en socioloog Philip Selznick geformuleerde principes van gerechtigheid. Hoekveld presenteert vervolgens twee case studies om de criteria te toetsen op hun bruikbaarheid: de Betuweroute en de vernieuwing van het Utrechtse winkelcentrum Smaragdplein in de wijk Hoograven-Tolsteeg. In een afzonderlijk hoofdstuk buigt Hoekveld zich over de bruikbaarheid van geografische modellen bij ethische vragen. Zijn conclusie is dat modellen in een bepaald opzicht relevant kunnen zijn bij het verhelderen van ethische aspecten bij onder meer ruimtelijke veranderingsprocessen.

## Belangrijkste publicaties
Hoekveld publiceerde en werkte mee aan diverse publicaties. Boeken, een selectie:
- 1964. Baarn: schets van de ontwikkeling van een villadorp
- 1967. De geografie als onderwijsvak in Nederland: enkele ontwikkelingslijnen van de aardrijkskunde op de middelbare school,Openbare les Vrije Universiteit.
- 1971. Geleding en ontleding van de stad: problemen van synthese en analyse in de stadsgeografie., Oratie Vrije Universiteit
- 1971. Op zoek naar een geografisch wereldbeeld. Met G. A. de Bruijne en P. A. Schat.
- 1973. Geografie van stad en platteland in de westerse landen. Met R.B Jobse, Frans Dieleman en Jan van Weesep. Roermond: Romen.
- 1981. Zicht op de Nederlandse stad. Sociaal-geografische bijdragen over de bevolkingsgroei, stadsgewestvorming en economische ontwikkeling. Met M.C. Deurloo, F.M. Dieleman, R.B. Jobse, P.J. Korteweg, F. Thissen en J. van Weesep. Haarlem: Romen.
- 1986. Vorm en functie in middelgrote steden. Met G.A. Ashworth.
- 1989. Nederland in delen: een regionale geografie. Met Ben de Pater en Hans van Ginkel.
- 1990. Regional geography: current developments and future prospects. Met Ronald John Johnston en J. Hauer
- 1990. De Gelderse Vallei, een regionaal-geografische benadering, Oratie Universiteit Utrecht
- 1993. Moving regions (met Joost Hauer)
- 1994. Methodological exercises in regional geography: France as an example (verzameling artikelen met Gerda Hoekveld-Meijer)
- 1998. Burgers, bestuur en een ringweg: bestuursgeografische beschouwing van een ruimtelijk conflict in Baarn, Afscheidscollege
- 2005. Het hoogste doel. Over de verhouding tussen toegepaste sociale geografie en ethiek

Artikelen, een selectie
- Het ecologisch complex en de stad bij Chr. Van Paassen, Geografisch Tijdschrift, 16, 1982, pp. 299–307
- Alweer een nieuwe geografie! Hoera?, Geografisch Tijdschrift, 17, 1983, pp. 145–150
- Toegepaste geografie en ruimtelijke planning, in: A.O. KOuwenhoven en G.A. de Bruijne (red.), Geplaatst in de tijd. Liber amicorum aangeboden aan Prof. dr. M.W. Heslinga bij zijn afscheid als hoogleraar in de sociale geografie aan de Vrije Universiteit te Amsterdam op 12 oktober 1984, Amsterdam, 1984, pp. 508–539
- Het urbanisatiebegrip in de geografie der Westerse landen, Geografisch Tijdschrift, 19, 1985, pp. 427–441
- Gerard A. Hoekveld and Gerda Hoekveld-Meijer (1993). "Over de methoden van de ‘nieuwe regionale geografie’". In: P.J.M. van Steen. Geografie in beweging. Liber amicorum Pieter Lukkes. Nederlandse Geografische Studies, 167, Utrecht/Groningen, 1993, pp. 11–21
- World-system theory: implications for historical and regional geography, in: Hans-Jürgen Nitz (ed.), The early modern world-system in geographical perspective, Erdkundliches Wissen, Stuttgart, 1993, pp. 42–61
- Gerard A. Hoekveld and Gerda Hoekveld-Meijer, The region as cloister. The relation between society and region reconsidered, Geografiska Annaler B77, 1995, pp. 159–176
- Een model voor een meerkernig gebied, Geografie, juni 1999, pp. 28–33

- Bibliothèque nationale de France: cb12671240z (data)
- CiNii: DA04851724
- Gemeinsame Normdatei: 1269525727
- International Standard Name Identifier: 0000 0001 1447 0271
- Library of Congress Control Number: n78086267
- Nationale Bibliotheek van Israël: 987007442466905171
- Nederlandse Thesaurus van Auteursnamen: 070018960
- Système universitaire de documentation: 158544714
- Virtual International Authority File: 67729171
- WorldCat: E39PBJkMP3vHtygcYyrR6b7rbd